# Ar Re Yaouank

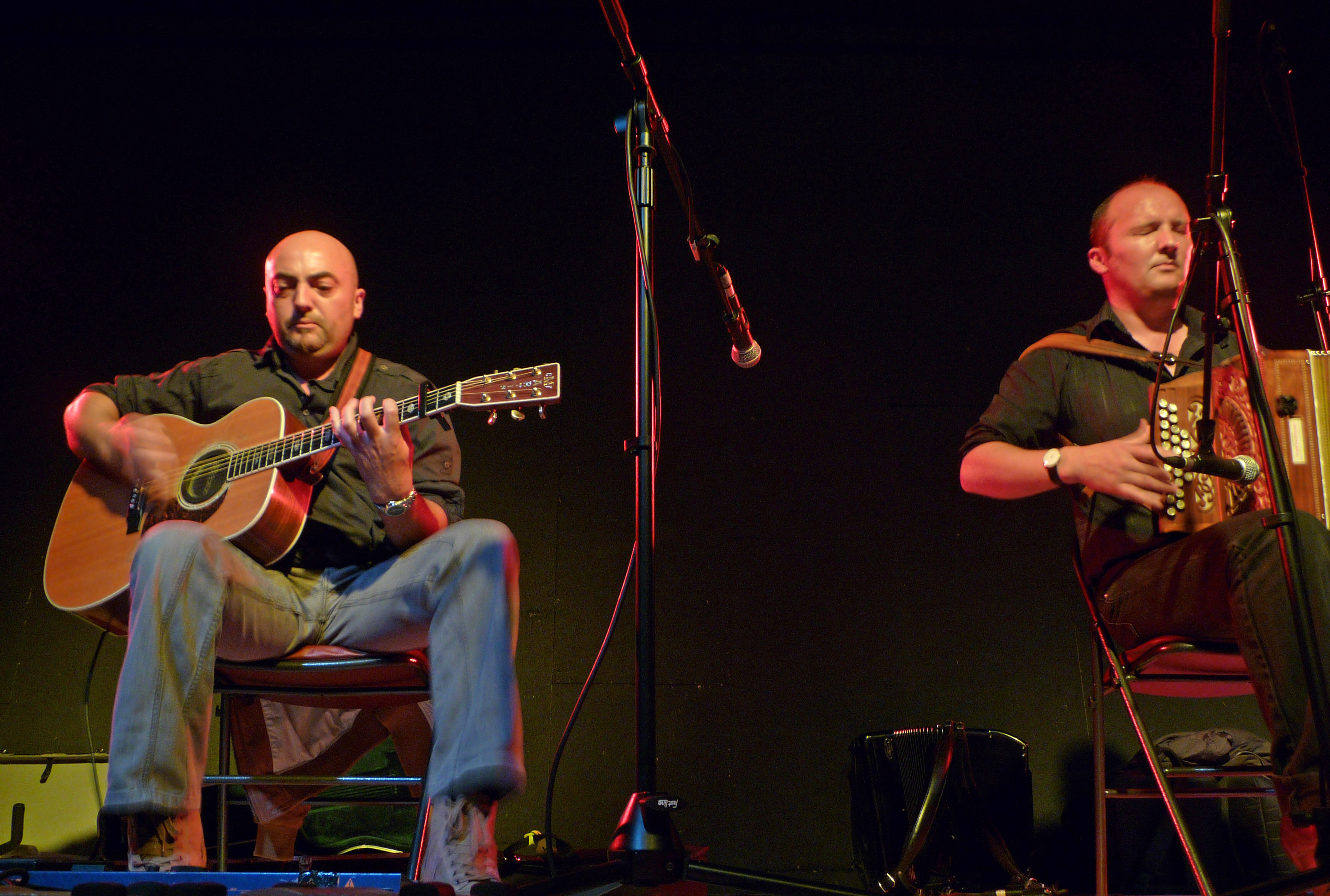
Jean-Charles und Frédéric Guichen

Ar Re Yaouank ist der Name einer bretonischen Musikgruppe, die 1986 durch die zwei jungen Brüder Fred und Jean-Charles Guichen gegründet wurde. Die beiden spielen diatonisches Akkordeon bzw. Gitarre. Hinzu kamen 1987 Gaël Nicol (Bombarde und Dudelsack), David Pasquet (Bombarde) und 1990 Stéphane De Vito (Bassgitarre). Der Name der Gruppe bedeutet auf bretonisch „Die Jugendlichen“ bzw. „Die Unreifen“.

## Geschichte
Ar Re Yaouank spielte mit Erfolg traditionelle tanzbare Stücke und eigene Kompositionen auf Konzerten in der Bretagne bzw. zum Fest-noz, in Paris und auf verschiedenen Festivals. Im Jahre 1998 löste die Gruppe sich auf. Ar Re Yaouanks Musik prägte das Fest-noz der 90er Jahre und erneuerte die traditionelle bretonische Tanzmusik. Durch ihre moderne Art des Spielens wurde das Fest-noz in den 90er Jahren wieder populär und begeisterte ein junges Publikum für bretonische Musik. Markant für ihre Musik ist ihr „Rock“ – gegeben durch das Bassspiel und die elektrische Verstärkung, ihre mitreißende Energie und die ausgefeilten eigenen Arrangements in traditioneller Rhythmik. Bekannte und berühmte Stücke sind der An-dro „M-A-L“ oder der Plinn „Ha dall ha dall daoned“.

## Die Zeit nach Ar Re Yaouank

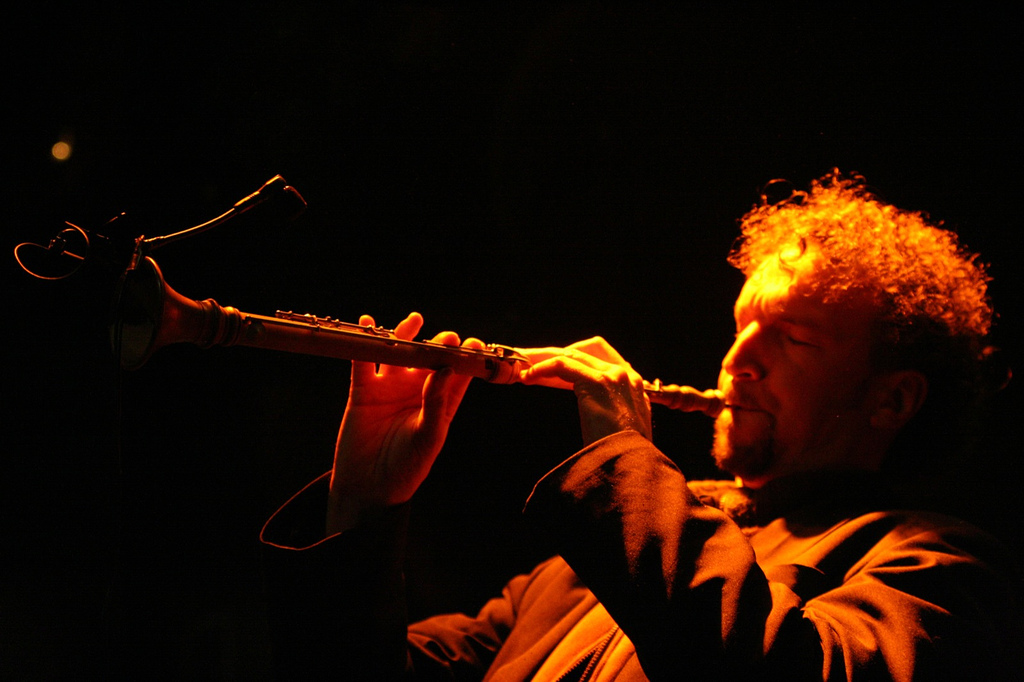
David Pasquet an der Bombarde

Regelmäßig zum Fest-Noz ehren die Musiker, die ehemals die Gruppe bildeten, wie auch andere Ar Re Yaouank, indem sie ihr Stücke widmen, genauer gesagt den Spuren, die sie in der zeitgenössischen bretonischen Musik hinterlassen hat. Die Ex-Mitglieder spielen heute weiterhin in verschiedenen Formationen. Die Brüder Guichen haben ein Quartett gegründet, von dem bereits zwei Alben erschienen sind, das die Traditionen irischer Musik aufgreift. David Pasquet begleitete den Sänger Denez Prigent, eine der bekanntesten Stimmen der Bretagne, bevor er seine eigene Gruppe – die „David Pasquet Group“ – gegründet hat. Gaël Nicol spielte in verschiedenen Formationen, namentlich Bleizi Ruz, Añjel I.K., Diwall und Felix Virgo.
Am 14. Juli 2011 kam es anlässlich des 20. Jubiläums des Festival des Vieilles Charrues in Carhaix zu einer einmaligen Wiedervereinigung von Ar Re Yaouank.

## Diskografie
- 1989: Sidwel
- 1992: Fest-Noz Still Alive (CD, Coop Breizh)
- 1994: Breizh Positive (CD, Coop Breizh)
- 1996: Ravine (CD, Coop Breizh)
- 1996: Vol. 3 (Sono Studio)
- 1998: Best Of (Ciré Jaune / Coop Breizh CIR 128)